# Hent
Hent – żona Aha z I dynastii. Synem Hent i Aha był Dżer następca tronu.